# مطار بغداد الدولي
مطار بغداد الدولي[مطار صدام الدولي سابقا] (إياتا: BGW، إيكاو: ORBI) هو أكبر مطارات العراق، يقع على بعد 16 كلم غرب بغداد، ويعد المطار مركز العمليات الرئيسي للخطوط الجوية العراقية. وحسب إحصائيات وزارة التخطيط العراقية الخاصة بالنقل الجوي، فقد وصل عدد المسافرين فيه إلى 081 222 3 مُسافر في سنة 2018.

## التاريخ

صورة لمطار بغداد يوم 15 نيسان 2021 بعد انقضاء 100 يوم على استلام كوادر عراقية للإدارة الكاملة للمطار وكان منذ الاحتلال الأمريكي تُديره شركات أجنبية.

يعود تاريخ إنشاء المطار إلى عامي 1979 و1982، وتولّت بنائه شركات فرنسية وبريطانية، وكلّف إنشائه أكثر من 900 مليون دولار، وكان مصمماً للاستخدام المدني والعسكري، وعقب حرب الخليج الثانية، فرض الحصار الاقتصادي على العراق توقفت نشاطاته بصورة كلية باستثناء بعض الرحلات المحلية ورحلات خيرية لنقل الأدوية والغذاء إلى العراق من قبل جمعيات خيرية عالمية. وأثناء غزو العراق 2003 تمكنت القوات الأمريكية من احتلاله بعد معارك ضارية استمرت لثلاثة أيام، وسمّي حينئذٍ «مطار بغداد» بعد أن كان اسمه «مطار صدام»، وبحلول منتصف 2003 تحول إلى معسكر للجيش الأمريكي يضم ما يقارب 10,000 جندي أمريكي وأعداد كبيرة من الخيم والمدرعات الأمريكية. ومنذ 25 أغسطس 2004 سُمح للخطوط الجوية العراقية والملكية الأردنية بتنظيم رحلات بين بغداد وعمان، ولكن الجماعات المسلحة كانت تقصف المطار بصورة متكررة، في 8 نوفمبر 2004 أغلق المطار بأمر من رئيس الوزراء في الحكومة العراقية المؤقتة إياد علاوي وذلك أثناء أحداث الفلوجة، وأعيد افتتاحه لاحقاً، وحاليا تستخدمه العديد من شركات الطيران.
في أغسطس 2019، بدأت السلطات العراقية بتطبيق سلسلة من الإجراءات لتسهيل وصول المسافرين إليه. وتشمل الإجراءات توسيع الطريق الرئيسي المؤدي إلى المطار، وإزالة عدد من الحواجز الأمنية والسماح للمركبات التي تقل المسافرين بالوصول إلى قاعات المغادرة مباشرة.
في يناير 2020، شنت طائرة بدون طيار للقوات الأمريكية غارات بالقرب منه أسفرت عن مقتل قائد فيلق القدس قاسم سليماني ونائب رئيس هيئة الحشد الشعبي أبو مهدي المهندس، بعد هذا الحادث وحفاظا على سلامة الركاب والطائرات، أعلنت العديد من شركات الطيران توقيف رحلاتها إلى بغداد لأسباب أمنية، من بين هذه الشركات: الملكية الأردنية، طيران الخليج، فلاي ناس، مصر للطيران، طيران الإمارات، فلاي دبي.

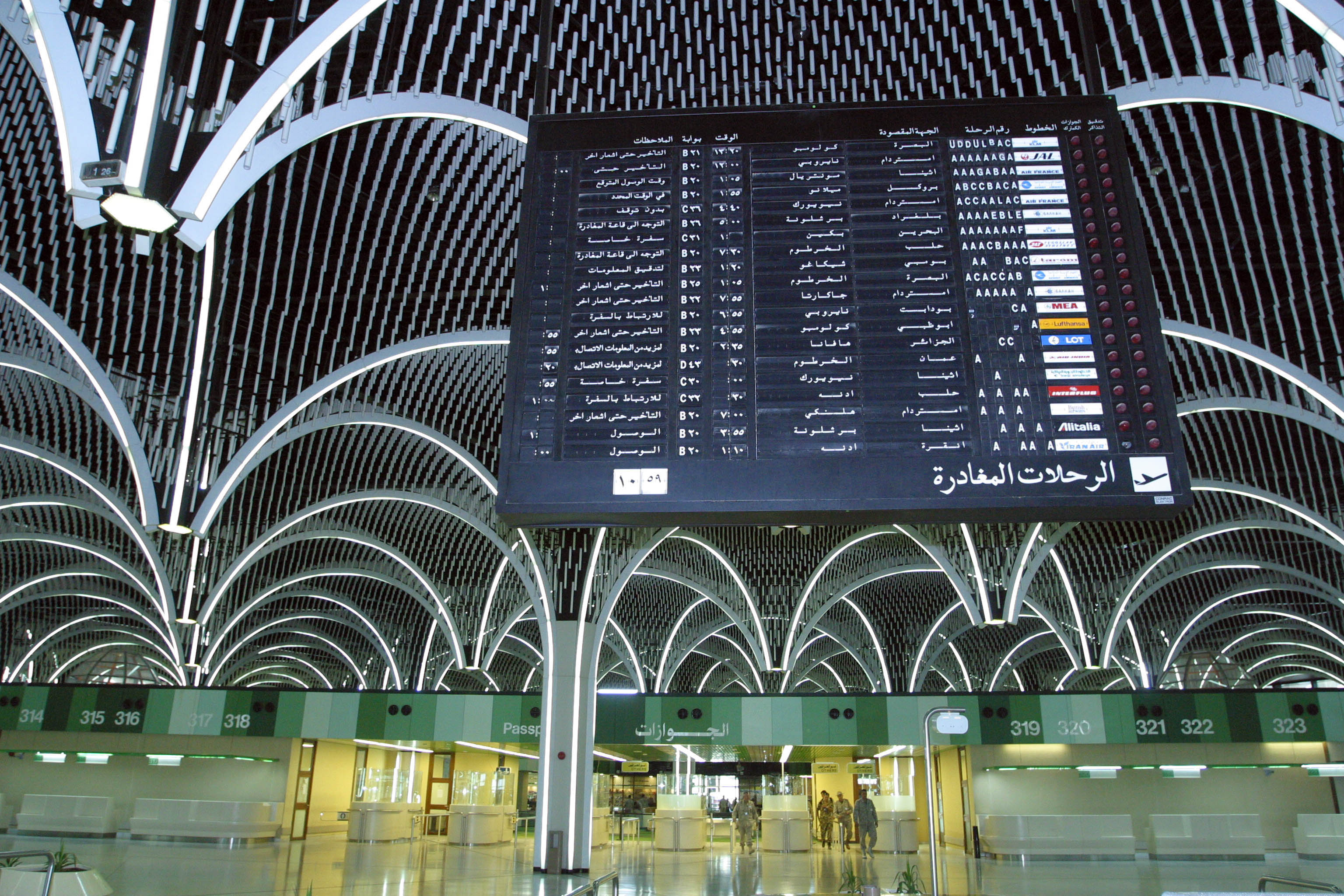
مطار بغداد الدولي من الداخل

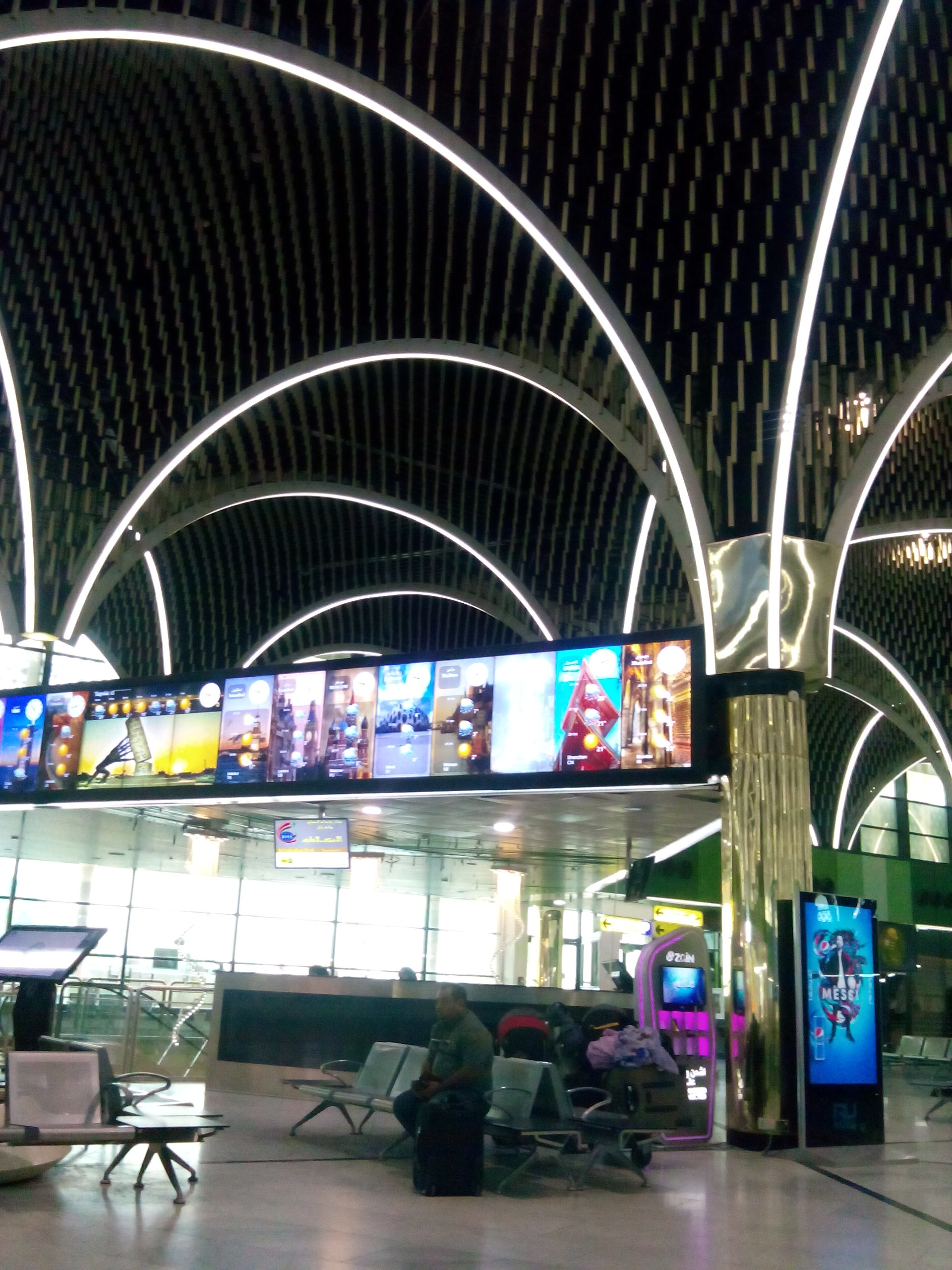
قاعة الاستقبال في مطار بغداد الدولي

## صالات المطار
تقدر القدرة الإستيعابية لمطار بغداد الدولي بحوالي 7.5 مليون مسافر سنوياً. يحتوي المطار على 3 صالات رئيسية، وهي بابل ونينوى وسامراء، وتضم كل صالة من هذه الصالات ستة جسور متحركة لتوصيل الركاب إلى الطائرات، بالإضافة إلى صالات كبار الزوار والمخصصة للشخصيات المهمة. وقد أعيد تأهيل صالات المطار بالكامل لتنافس المطارات العالمية بعد تدميرها خلال المعارك التي حدثت أثناء الغزو الأمريكي للعراق.

## شركات الطيران

### الركاب
| شركـات طيـران          | الوجهات |
| ---------------------- | --- |
| العربية للطيران        | ، مطار الشارقة الدولي |
| الأناضول جت            | مطار إيسنبوغا الدولي، مطار صبيحة كوكجن الدولي |
| الخطوط الجوية آتا      | مطار مشهد الدولي، مطار الإمام الخميني الدولي |
| Caspian Airlines       | مطار مشهد الدولي، مطار الإمام الخميني الدولي |
| أجنحة الشام للطيران    | مطار دمشق الدولي |
| مصر للطيران            | مطار القاهرة الدولي |
| طيران الإمارات         | مطار دبي الدولي |
| FlyArna                | مطار يريفان الدولي |
| فلاي بغداد             | مطار إيسنبوغا الدولي، مطار بيروت رفيق الحريري الدولي، مطار دمشق الدولي، مطار انديرا غاندي الدولي، مطار دبي الدولي، مطار أربيل الدولي، مطار إسطنبول الدولي، مطار صبيحة كوكجن الدولي، مطار جناح الدولي، مطار كوالالمبور الدولي، مطار علامه إقبال الدولي، مطار مشهد الدولي، مطار الأمير محمد بن عبد العزيز الدولي، مطار فنوكوفو الدولي، مطار الإمام الخميني الدولي، مطار تونس قرطاج الدولي، مطار يريفان الدولي موسمي: Samsun |
| فلاي دبي               | مطار دبي الدولي |
| آسمان للطيران          | مطار الإمام الخميني الدولي |
| الخطوط الجوية العراقية | مطار أبو ظبي الدولي، مطار سردار فالابهبهاي باتل الدولي، مطار الملكة علياء الدولي، مطار إيسنبوغا الدولي، مطار أنطاليا، مطار حيدر علييف الدولي، مطار البصرة الدولي، مطار بيروت رفيق الحريري الدولي، مطار القاهرة الدولي، مطار دمشق الدولي سابقاً، مطار انديرا غاندي الدولي، مطار شاه جلال الدولي، مطار دبي الدولي، مطار أربيل الدولي، مطار قوانغتشو باييون الدولي، مطار أصفهان الدولي، مطار إسلام آباد الدولي، مطار إسطنبول الدولي، مطار صبيحة كوكجن الدولي، مطار جناح الدولي، مطار كركوك الدولي، مطار كوالالمبور الدولي، مطار الكويت الدولي، مطار مشهد الدولي، مطار فنوكوفو الدولي، مطار تشاتراباتي شيفاجي الدولي، مطار النجف الدولي، قاعدة الإمام علي الجوية، Samsun، مطار السليمانية الدولي، مطار الإمام الخميني الدولي موسمي: مطار الغردقة الدولي، مطار الملك عبد العزيز الدولي، مطار الأمير محمد بن عبد العزيز الدولي، مطار مينسك الدولي، مطار شرم الشيخ الدولي، مطار طرابزون الدولي مطار سامسون الدولي مطار كيش الدولي "موسمي" |
| الأردنية للطيران       | مطار الملكة علياء الدولي |
| ماهان إير              | Kerman، مطار مشهد الدولي، مطار الإمام الخميني الدولي |
| Meraj Airlines         | مطار مشهد الدولي، مطار الإمام الخميني الدولي |
| طيران الشرق الأوسط     | مطار بيروت رفيق الحريري الدولي |
| النيل للطيران          | مطار القاهرة الدولي موسمي: مطار شرم الشيخ الدولي |
| Pars Air               | مطار مشهد الدولي |
| خطوط بيغاسوس           | مطار صبيحة كوكجن الدولي |
| الخطوط الجوية القطرية  | مطار حمد الدولي |
| الملكية الأردنية       | مطار الملكة علياء الدولي |
| الخطوط الجوية السورية  | مطار دمشق الدولي |
| تابان للطيران          | مطار مشهد الدولي، مطار الإمام الخميني الدولي |
| الخطوط الجوية التركية  | مطار إسطنبول الدولي موسمي: مطار أنطاليا |
| خطوط أور الجوية        | مطار إيسنبوغا الدولي، مطار أنطاليا، مطار بيروت رفيق الحريري الدولي، مطار دمشق الدولي، مطار صبيحة كوكجن الدولي، Samsun مطار يريفان الدولي مطار طرابزون الدولي |
| Zagros Airlines        | مطار الإمام الخميني الدولي |

### الشحن

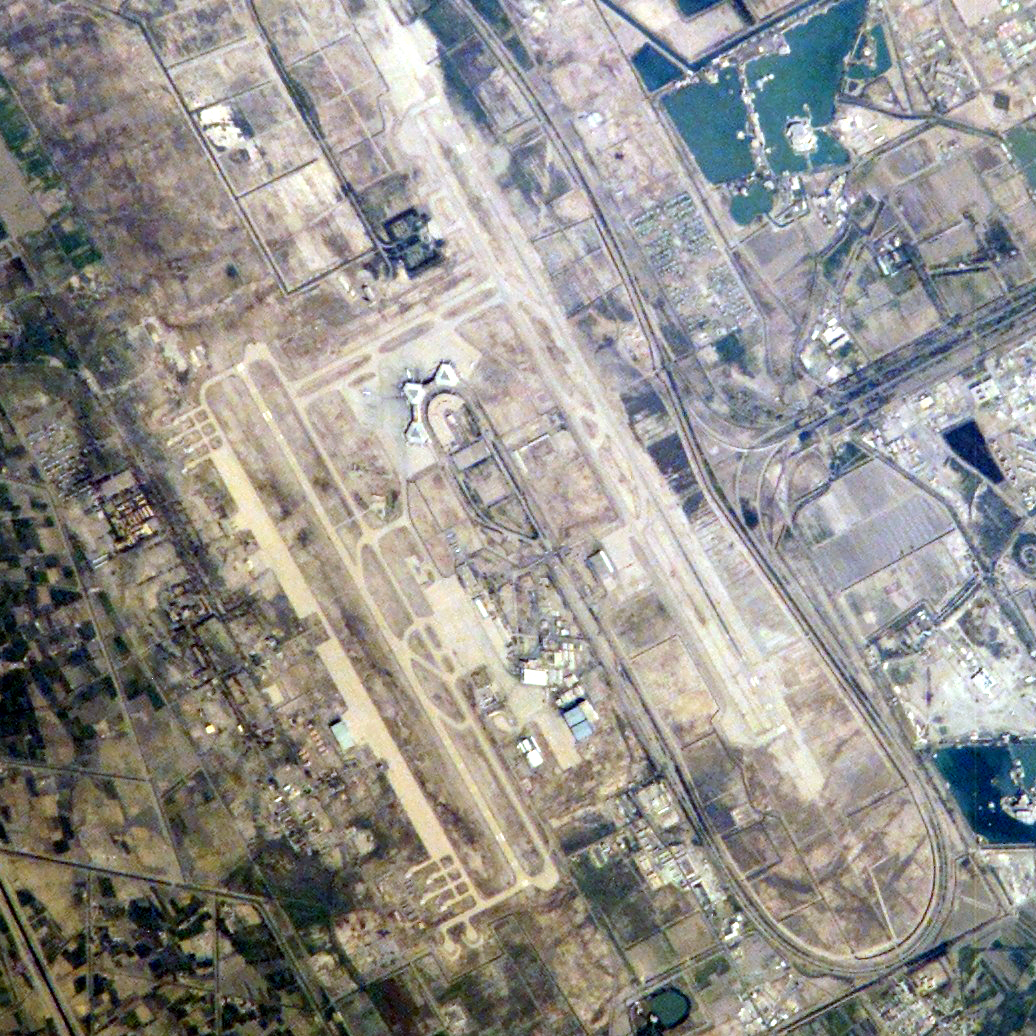
منظر جوي لمطار بغداد الدولي

| شركـات طيـران     | الوجهات                |
| ----------------- | ---------------------- |
| Coyne Airways     | مطار دبي الدولي        |
| مصر للطيران للشحن | مطار القاهرة الدولي    |
| Silk Way Airlines | مطار حيدر علييف الدولي |

## وصلات خارجية
- النقل الجوي في مطار بغداد [دراسة في جغرافية النقل].